# تانا، آلمان
شهر تانا، آلمان (به آلمانی: Tanna, Germany) در ایالت تورینگن در کشور آلمان واقع شده‌است.